# Hanna Minenko
Hanna Viktorivna Knjazeva, coniugata Minenko (in ucraino Анна Вікторівна Князева-Міненко?; Perejaslav, 25 settembre 1989), è una triplista ucraina naturalizzata israeliana.
Dopo aver vestito per otto anni la maglia della nazionale ucraina, dal 12 maggio 2013 gareggia in rappresentanza di Israele.

## Record nazionali
Israeliani
- Salto triplo indoor: 14,49 m ( Praga, 8 marzo 2015)

## Progressione

### Salto in lungo
| Stagione | Misura | Luogo         | Data      | Rank. Mond. |
| -------- | ------ | ------------- | --------- | ----------- |
| 2014     | 6,52 m | Tel Aviv      | 17-7-2014 | 71ª         |
| 2013     | 6,34 m | Rishon LeZion | 29-7-2013 |             |
| 2012     | 6,40 m | Jalta         | 28-5-2012 | 160ª        |
| 2006     | 6,10 m | Kiev          | 20-5-2006 |             |

### Salto triplo
| Stagione | Misura  | Luogo       | Data      | Rank. Mond. |
| -------- | ------- | ----------- | --------- | ----------- |
| 2014     | 14,29 m | Lisbona     | 27-7-2014 | 17ª         |
| 2013     | 14,58 m | Saint-Denis | 6-7-2013  | 5ª          |
| 2012     | 14,71 m | Jalta       | 15-6-2012 | 5ª          |
| 2011     | 14,20 m | Jalta       | 1-6-2011  | 46ª         |
| 2010     | 13,65 m | Jalta       | 29-5-2010 | 57ª         |
| 2009     | 13,81 m | Jalta       | 23-7-2009 | 68ª         |
| 2008     | 13,61 m | Bydgoszcz   | 10-7-2008 | 119ª        |
| 2008     | 13,61 m | Jalta       | 7-6-2008  | 119ª        |
| 2007     | 13,85 m | Hengelo     | 22-7-2007 | 67ª         |
| 2006     | 13,28 m | Brovary     | 4-6-2006  |             |
| 2005     | 12,86 m | Lignano     | 8-7-2005  |             |

### Salto triplo indoor
| Stagione | Misura  | Luogo      | Data      | Rank. Mond. |
| -------- | ------- | ---------- | --------- | ----------- |
| 2015     | 14,49 m | Praga      | 8-3-2015  | 3ª          |
| 2014     | 14,31 m | Kiev       | 14-1-2014 |             |
| 2011     | 13,48 m | Sumy       | 16-2-2011 | 62ª         |
| 2010     | 13,41 m | Sumy       | 18-2-2010 | 75ª         |
| 2008     | 13,54 m | Sumy       | 24-2-2008 | 64ª         |
| 2006     | 13,04 m | Zaporižžja | 2-2-2006  |             |

## Palmarès
| Anno                            | Manifestazione  | Sede           | Evento         | Risultato      | Prestazione | Note                                     |
| ------------------------------- | --------------- | -------------- | -------------- | -------------- | ----------- | ---------------------------------------- |
| In rappresentanza dell' Ucraina |                 |                |                |                |             |                                          |
| 2007                            | Europei U20     | Hengelo        | Salto triplo   | Argento        | 13,85 m     |                                          |
| 2008                            | Mondiali U20    | Bydgoszcz      | Salto triplo   | 4ª             | 13,61 m     |                                          |
| 2011                            | Europei U23     | Ostrava        | Salto in lungo | 20ª            | 5,85 m      |                                          |
| 2011                            | Europei U23     | Ostrava        | Salto triplo   | 5ª             | 13,61 m     |                                          |
| 2011                            | Universiadi     | Shenzhen       | Salto in lungo | 20ª (q)        | 5,94 m      |                                          |
| 2011                            | Universiadi     | Shenzhen       | Salto triplo   | 4ª             | 14,15 m     |                                          |
| 2012                            | Mondiali indoor | Istanbul       | Salto triplo   | 21ª (q)        | 13,65 m     |                                          |
| 2012                            | Giochi olimpici | Londra         | Salto triplo   | 4ª             | 14,56 m     |                                          |
| In rappresentanza di Israele    |                 |                |                |                |             |                                          |
| 2013                            | Mondiali        | Mosca          | Salto triplo   | 6ª             | 14,33 m     |                                          |
| 2015                            | Europei indoor  | Praga          | Salto triplo   | Bronzo         | 14,49 m     | Record nazionale                         |
| 2015                            | Mondiali        | Pechino        | Salto triplo   | Argento        | 14,78 m     | Record nazionale                         |
| 2016                            | Europei         | Amsterdam      | Salto triplo   | Argento        | 14,51 m     |                                          |
| 2016                            | Giochi olimpici | Rio de Janeiro | Salto triplo   | 5ª             | 14,68 m     |                                          |
| 2017                            | Mondiali        | Londra         | Salto triplo   | 4ª             | 14,42 m     | Miglior prestazione personale stagionale |
| 2018                            | Europei         | Berlino        | Salto triplo   | 5ª             | 14,37 m     |                                          |
| 2021                            | Europei indoor  | Toruń          | Salto triplo   | 10ª (q)        | 13,73 m     |                                          |
| 2021                            | Giochi olimpici | Tokyo          | Salto triplo   | 6ª             | 14,60 m     |                                          |
| 2022                            | Mondiali indoor | Belgrado       | Salto triplo   | 14ª            | 13,83 m     |                                          |
| 2022                            | Mondiali        | Eugene         | Salto triplo   | 14ª (q)        | 14,11 m     |                                          |
| 2022                            | Europei         | Monaco         | Salto triplo   | Bronzo         | 14,45 m     |                                          |
| 2024                            | Europei         | Roma           | Salto triplo   | Qualificazione | nm          |                                          |